# Knautia nevadensis var. nevadensis
Knautia nevadensis subsp. nevadensis é uma variedade de planta com flor pertencente à família Dipsacaceae. 
A autoridade científica da variedade é (M. Winkl. ex Szabó) Szabó, tendo sido publicada em Mat. Természettud. Közlem. 31(1): 326 (1911).

## Portugal
Trata-se de uma variedade presente no território português, nomeadamente em Portugal Continental.
Em termos de naturalidade é nativa da região atrás indicada.

## Protecção
Não se encontra protegida por legislação portuguesa ou da Comunidade Europeia.